# Ciećmierz
Ciećmierz (do 1945 niem. Zitzmar) – wieś sołecka w północno-zachodniej Polsce położona w województwie zachodniopomorskim, w powiecie gryfickim, w gminie Karnice. W latach 1946–1998 miejscowość administracyjnie należała do województwa szczecińskiego.
Ok. 150 m od południowej zabudowy wsi przebiega droga wojewódzka nr 103. Wieś posiada świetlicę wiejską.
Liczba mieszkańców:
- 202 (1925)[4]
- 118 (2004)[5]

Pierwsza wzmianka o wsi pochodzi z 1318. 

## Zabytki

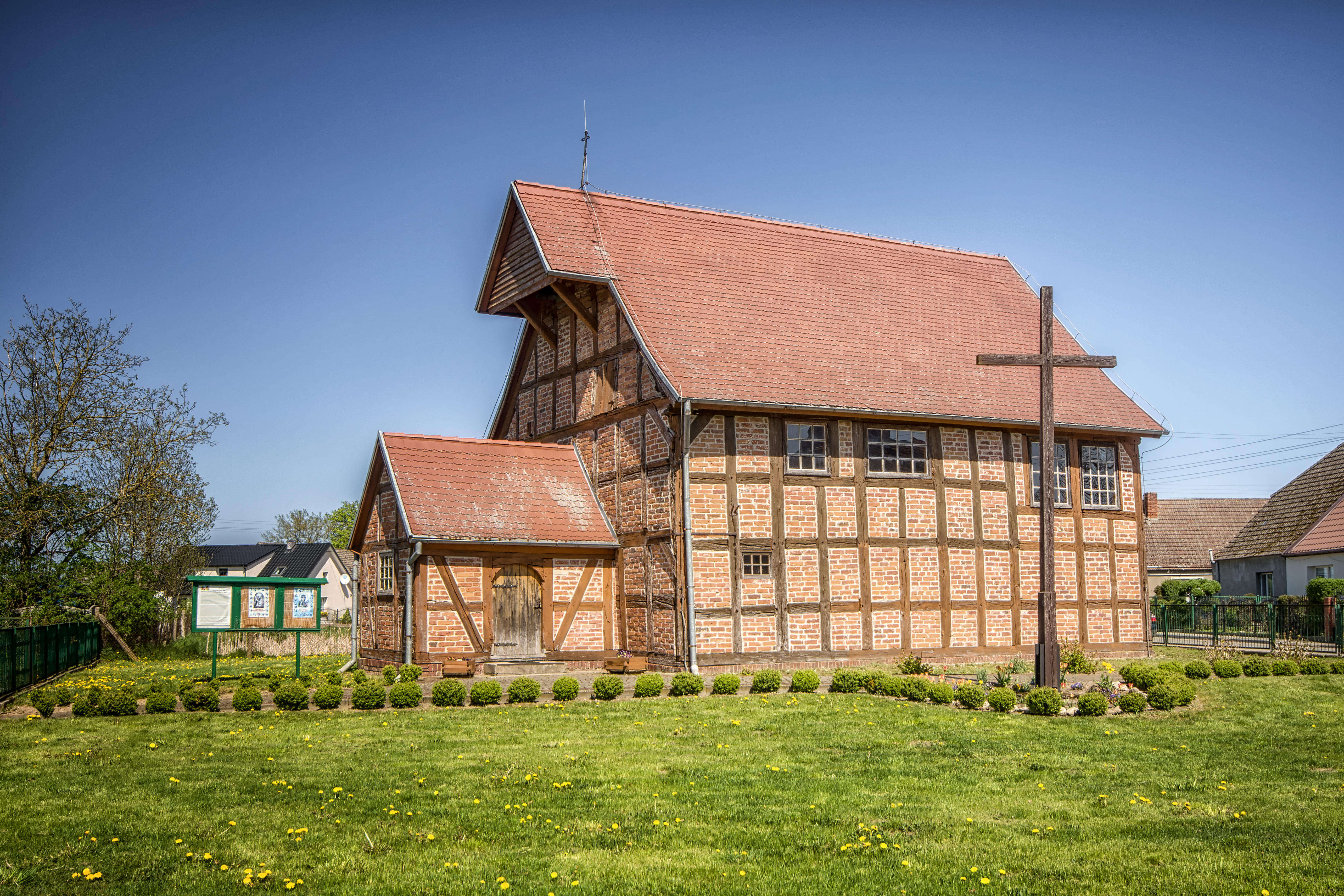
Kościół pw. Zwiastowania NMP

We wsi znajduje się zabytkowy kościół filialny pw. Zwiastowania NMP, konstrukcji szachulcowej wybudowany w 1604, przebudowany w XVIII wieku, wysunięty od frontu dach osłania dzwon. Wyposażeniem kościoła było gotyckie retabulum dedykowane Najświętszej Marii Pannie, datowane na około 1370 – tzw. tryptyk z Ciećmierza; po II wojnie światowej przeniesione do katedry św. Jakuba w Szczecinie, pozostały barokowe stalle i ambona. Przy kościele znajduje się pamiątkowy głaz z inskrypcją w języku niemieckim.